# Philipp Raulfs

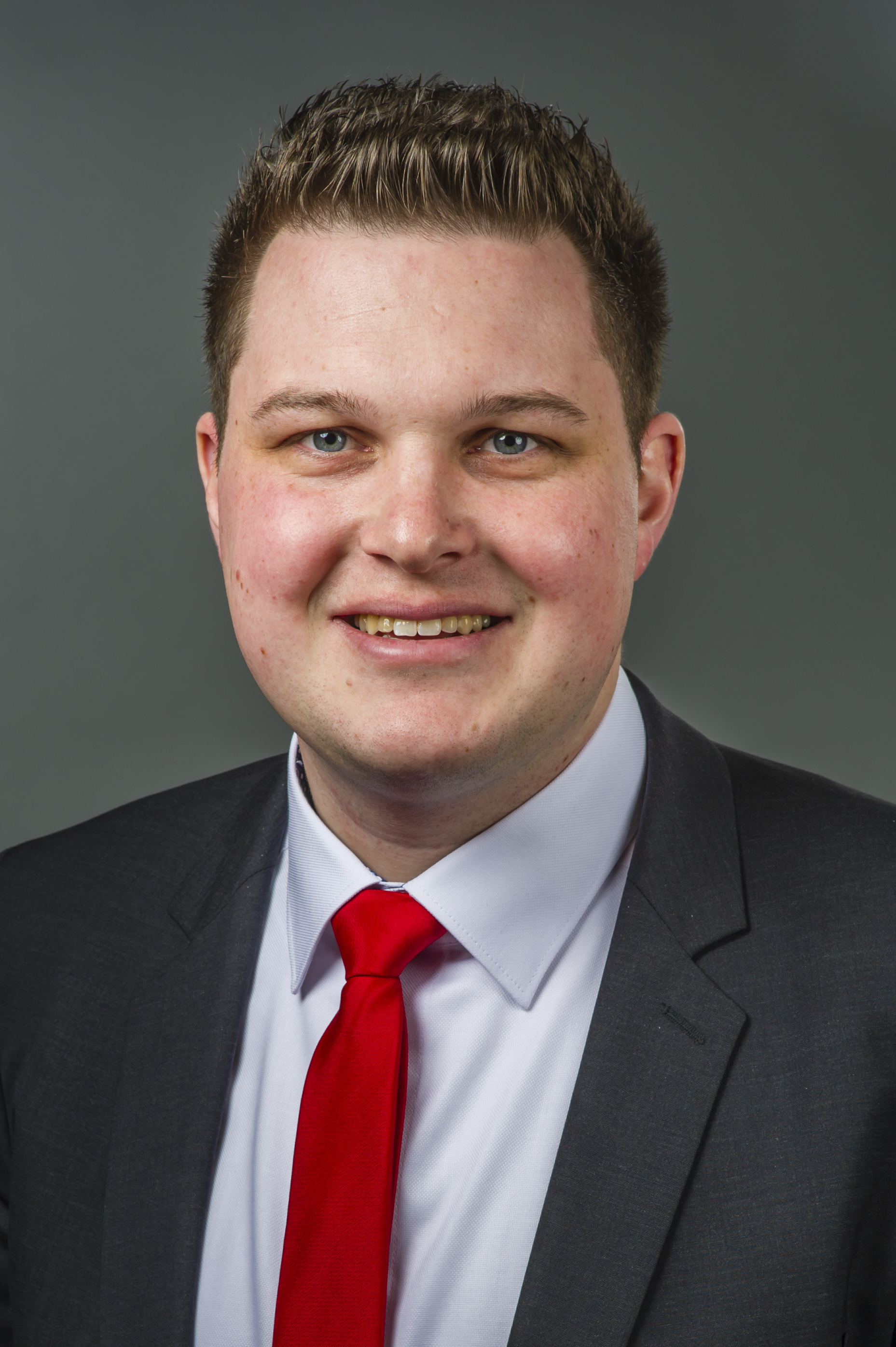
Philipp Raulfs, 2018

Philipp Raulfs (* 25. April 1991 in Gifhorn) ist ein deutscher Politiker (SPD). Seit November 2017 ist er Abgeordneter des Niedersächsischen Landtags.

## Leben
An den Realschulabschluss 2007 schloss Philipp Raulfs eine Ausbildung zum Mechatroniker an. Nach dem Fachabitur 2012 studierte er im dualen Studium Konstruktionstechnik an der Hochschule Hannover. Er nahm 2016 ein Maschinenbaustudium an der Leibniz Universität Hannover auf, welches er 2019 mit dem Master of Science abschloss.

## Politik
Raulfs ist seit 2011 Mitglied des Rates der Gemeinde Hillerse. Dort war er von 2011 bis 2021 Vorsitzender der SPD-Fraktion, seit 2021 ist er Bürgermeister der Gemeinde Hillerse. Dem Samtgemeinderat Meinersen gehörte er von 2016 bis 2023 an.
Bei der Landtagswahl in Niedersachsen 2017 erhielt er ein Direktmandat im Landtagswahlkreis Gifhorn-Süd. Bei der Landtagswahl in Niedersachsen 2022 konnte er das Direktmandat verteidigen. Nach dem plötzlichen Tod des Gifhorner Landrats Tobias Heilmann gab Raulfs bekannt, als sein Nachfolger zu kandidieren.
Seit 2019 ist er Vorsitzender der SPD im Landkreis Gifhorn.